# باقرقره سیاه
باقرقرهٔ سیاه آمریکای شمالی، پرنده‌ای است منقرض شده که درقارهٔ آمریکا می‌زیست. بخاطر شکار بی رویه تعدادشان به ۲۰۰۰عدد رسید. در طول فصل تخم‌گذاری یک آتش‌سوزی اکثریّت را کشت. چند سال بعد در سرمای زمستان و بیماری همه نابود شدند. این نوع پرنده در سال ۱۳۱۱هجری شمسی نابود شد.